# Туркин, Николай Иванович
Николай Иванович Туркин — советский хозяйственный и политический деятель.

## Биография
Родился в 1913 году в селе Ненашево. Член КПСС.
В 1927—1933 — руководитель комсомольской ячейки, председатель Ненашевского сельсовета.
В 1933—1939 — шофёр, начальник гаража Горьковского автомобильного завода.
Участник советско-финской войны.
Участник Великой Отечественной войны в составе 26-й отдельной стрелковой роты отдела контрразведки «СМЕРШ» 14-й армии.
В 1946—1952 гг. — начальник участка, заместитель начальника ОТК, в 1952—1966 гг. — начальник механосборочного цеха № 5 Горьковского автомобильного завода.
В 1966—1975 гг. — управляющий производством серийных автомобилей производственного объединения «ГАЗ».
В 1975—1983 гг. — директор Горьковского завода коробок скоростей производственного объединения «ГАЗ» Министерства автомобильной промышленности СССР.
За создание конструкции и комплексно-механизированного крупносерийного производства семейства четырёх- и восьмиколёсных плавающих бронированных машин ГАЗ-49/б (БТР-60пб), ГАЗ-41 (БРДМ-2), ГАЗ-40п (БРДМ) был удостоен Государственной премии СССР 1969 года закрытым Постановлением Совета Министров СССР и ЦК КПСС.
Почётный гражданин Нижнего Новгорода (27.04.1995).
Умер в 1998 году в Нижнем Новгороде.

## Награды
- Орден Октябрьской Революции (11.03.1976)
- Орден Отечественной войны II степени (06.04.1985)
- Орден Трудового Красного Знамени (05.04.1971, 18.05.1982)
- Орден Красной Звезды (02.11.1944, 26.05.1945)